# Osttimoresisch-thailändische Beziehungen
Die Staaten Osttimor und Thailand unterhalten freundschaftliche Beziehungen.

## Geschichte

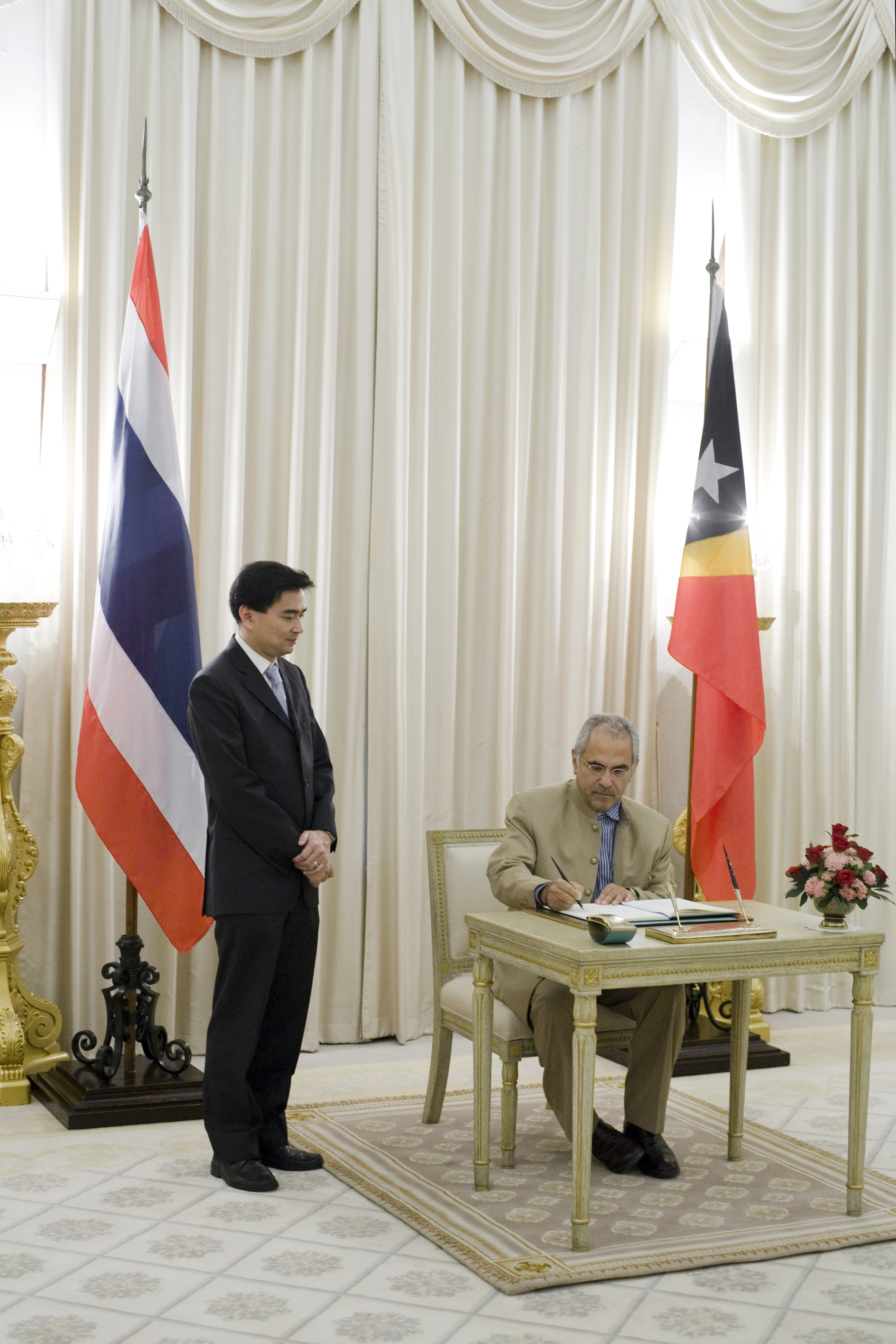
Thailands Premierminister Abhisit Vejjajiva und Osttimors Staatspräsident José Ramos-Horta (2010)

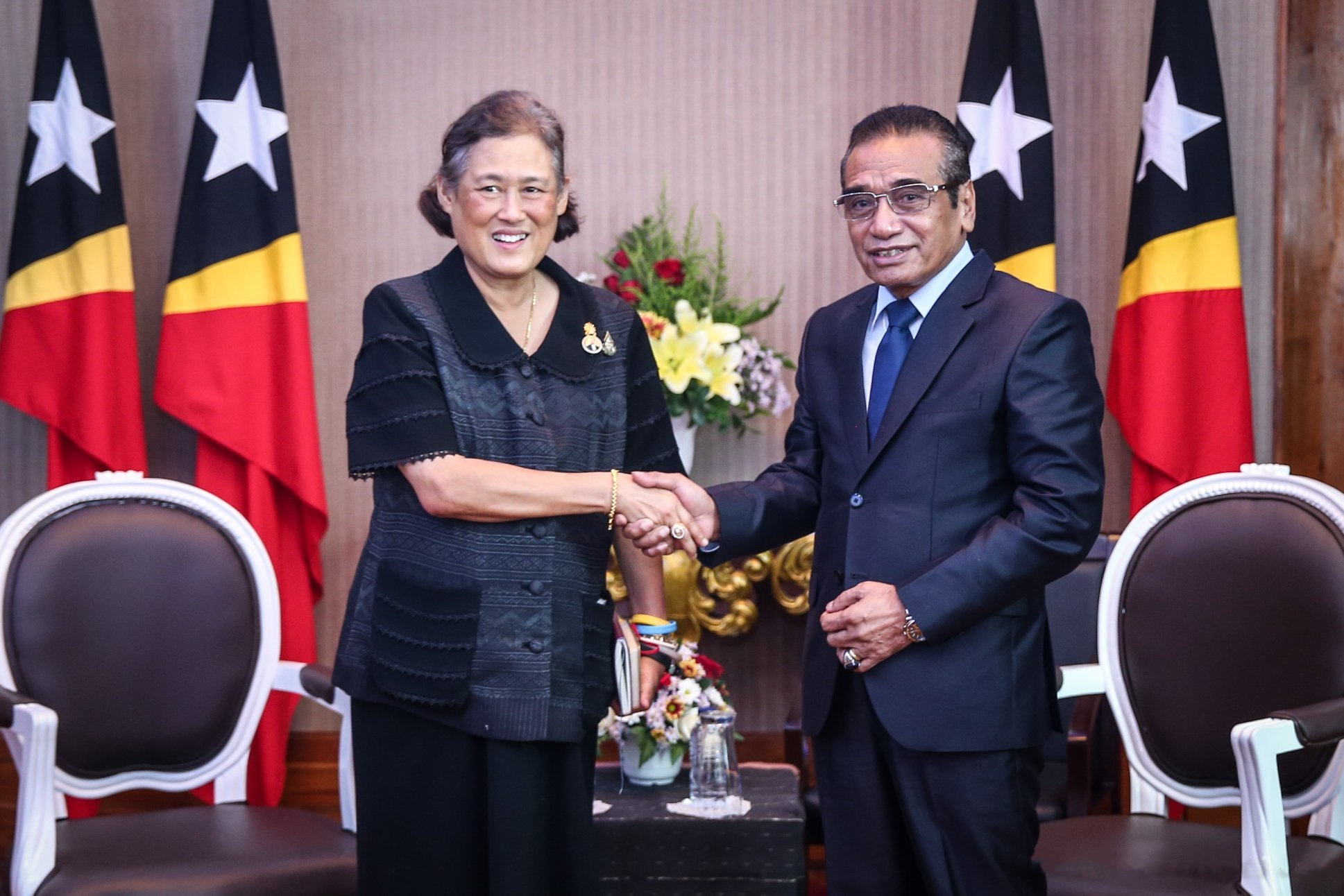
Die thailändische Prinzessin Maha Chakri Sirindhorn und Osttimors Staatspräsident Francisco Guterres (2019)

Eine Menschenrechtsaktivistin, die sich für die Unabhängigkeit Osttimors einsetzte, war die Thailänderin Chalida Tajaroensuk, die 2019 für ihre Verdienste 2019 mit dem Ordem de Timor-Leste ausgezeichnet wurde.
Die Aufnahme diplomatischer Beziehungen erfolgte am 20. Mai 2002.
Das Königreich beteiligte sich mit Truppen und Kriegsschiffen an den Internationalen Streitkräften Osttimor (INTERFET) zur Bewältigung der Krise in Osttimor 1999. Mit 1600 Mann stellte Thailand nach Australien das zweitgrößte Kontingent. General Songkitti Jaggabatara war stellvertretender Kommandeur der INTERFET.
2010 besuchte Osttimors Staatspräsident José Ramos-Horta Thailand. Prinzessin Maha Chakri Sirindhorn besuchte Osttimor 2019.

## Diplomatie
Osttimor unterhält in Bangkok seit 2008 eine Botschaft. Zusätzlich gibt es in der Provinz Prachuap Khiri Khan ein Honorarkonsulat.
Thailand unterhält in Dili eine Botschaft.

## Einreisebestimmungen
Im April 2017 beschloss die Regierung Osttimors für Staatsbürger Thailands die Visafreiheit.

## Wirtschaft
Thailand ist Mitglied der ASEAN, der Osttimor beitreten möchte.
2013 vereinbarte man eine Absichtserklärung. Osttimor berät Thailand zum Thema Erdölförderung und -politik. Osttimor hat in dem Bereich Erfahrungen durch die Vorkommen in der Timorsee.
Für 2018 registrierte das Statistische Amt Osttimors Importe aus Thailand im Wert von 16.653.000 US-Dollar (2016: 12.432.000 US-Dollar), womit Thailand mit einem Anteil von 3,2 % auf Platz 6 (2016: Platz 7) der osttimoresischen Importeure steht. 1.410.740 US-Dollar davon machten Fahrzeuge aus. Nach Thailand wurden aus Osttimor Waren im Wert von 245.000 US-Dollar exportiert (2016: keine Exporte). Osttimors Hauptexportgut Kaffee spielte dabei keine übergeordnete Rolle. Die Reexporte aus und nach Thailand hatten eine Wert von 28.000 US-Dollar (2016: 21.000 US-Dollar).
Etwa 1000 thailändische Staatsbürger leben in Osttimor und betreiben dort vor allem Restaurants.